# 濱田将暉
濵田 将暉（はまだ まさき、1996年7月13日 - ）は、ジャパンラグビーリーグワン東芝ブレイブルーパス東京に所属するラグビー選手。

## プロフィール
- 京都府出身。
- ポジションはウィング (WTB)。
- 身長: 174 cm、体重: 82 kg
- ニックネームははまちゃん。
- 関西学生代表に選ばれたことがある[1]。

## 略歴
6歳でラグビーを始めた。
2015年、京都成章高校卒業後、京都産業大学ラグビー部に入る。
2019年、京都産業大学卒業後、東芝ブレイブルーパス (現・東芝ブレイブルーパス東京)に加入。
2020年2月1日にジャパンラグビートップリーグ第4節三菱重工相模原ダイナボアーズ戦に途中出場で公式戦初出場を果たす。